# 特鲁多沃伊村委员会
特鲁多沃伊村委员会（俄语：Трудовой сельсовет）是俄罗斯联邦阿穆尔州十月区所属的一个村委员会。其下辖有3个居民点，行政中心为特鲁多沃伊。据2016年统计，该村委员会的人口为245人。